# Maltesische Fußballnationalmannschaft (U-21-Männer)
Die maltesische U-21-Fußballnationalmannschaft ist eine Auswahlmannschaft maltesischer Fußballspieler. Sie unterliegt der Malta Football Association und repräsentiert diese auf der U-21-Ebene, in Freundschaftsspielen gegen die Auswahlmannschaften anderer nationaler Verbände, aber auch bei der Europameisterschaft des Kontinentalverbandes UEFA und der Fußball-Weltmeisterschaft der FIFA. Spielberechtigt sind Spieler, die ihr 21. Lebensjahr noch nicht vollendet haben und die maltesische Staatsangehörigkeit besitzen. Bei Turnieren ist das Alter beim ersten Qualifikationsspiel maßgeblich.

## Geschichte
Die U-21-Auswahl Maltas konnte sich bisher noch für kein von der UEFA ausgerichtetes Turnier qualifizieren.
Bei der Qualifikation zur Europameisterschaft 2006 musste sich die Mannschaft in der Qualifikationsrunde 8 mit Kroatien, Ungarn, Schweden, Island und Bulgarien auseinandersetzen. Es wurden mit einer Tordifferenz von 3:16 fünf Punkte erspielt. Dies stellte den sechsten und damit letzten Platz in dieser Gruppe dar. Den einzigen Sieg erreichte das Team am 8. Oktober 2004 gegen die Auswahl Islands mit 1:0. Auf der isländischen Insel holten die Rot-Weißen einen weiteren Punkt. Gegen Bulgarien wurde am letzten Spieltag der Qualifikation der fünfte Punkt eingefahren. Abgesehen vom 6:0 im Hinspiel gegen Schweden, wurde kein Spiel mit einer höheren Tordifferenz von 2 Treffern verloren gegeben. Gegen den Sieger dieser Gruppe, Kroatien, gingen beide Spiele nur knapp mit 0:1 verloren.
Für die Europameisterschaft 2007 mussten sich die europäischen U-21-Mannschaften im Schnellverfahren qualifizieren. In einer Vorrunde für, laut Statistik, schlechtere Mannschaften, mussten sich die Malteser für die kurze Gruppenphase qualifizieren. Am 12. und 24. April 2006 trat die Mannschaft dem Team aus Georgien gegenüber. Hin- und Rückspiel gingen jeweils 1:2 verloren.
Für 2009 wurde wieder im bekannten Modus mit mehreren Gruppen gespielt. Malta traf in Gruppe 10 auf Wales, Frankreich, Rumänien und Bosnien-Herzegowina. Nur einen Sieg schafften die Inselfußballer und hatten am Ende eine Tordifferenz von 3:24. Der einzige Erfolg gelang gegen Bosnien-Herzegowina am 20. November 2007 auf heimischen Platz. Achtungserfolge erreichte die Mannschaft beim 0:2 Hinspiel gegen Frankreich und der 0:1-Niederlage gegen Rumänien am 5. Juni 2007.

## Ehemalige und bekannte Spieler (Auswahl)
- Andrei Agius
- Gilbert Agius
- Luke Dimech
- Ryan Fenech
- André Schembri